# Medijan
Medijan (mediana, centralna vrijednost) je pojam iz statistike koji određuje sredinu distribucije. Pola vrijednosti skupa (distribucije) nalazi se iznad mediane, a pola ispod. Mediana je manje osjetljiva na ekstremne vrijednosti od aritmetičke sredine, što je čini posebno pogodnom za nepravilne asimetrične distribucije. 

## Primjer i način računanja
Kada je neparan broj vrijednosti u skupu, mediana je vrijednost u sredini tog skupa. Npr: S = (3, 7, 9, 12, 45), mediana je 9.
U slučaju da skup sadrži paran broj vrijednosti, kao mediana se uzima aritmetička sredina srednja dva broja. Npr: S = (-2, 5, 6, 18), mediana je 5,5. Brojevi u skupu moraju biti sortirani uzlazno.